# Pseudogyrtona grisea
Pseudogyrtona grisea är en fjärilsart som beskrevs av George Francis Hampson 1893. Pseudogyrtona grisea ingår i släktet Pseudogyrtona och familjen nattflyn. Inga underarter finns listade.